# Alex Silva (Musikproduzent)
Alex Silva ist ein britischer Musikproduzent aus London, der auch in Berlin tätig ist.

## Werdegang
Silva begann seine Karriere in London ab 1995 als Toningenieur von David A. Stewart (Eurythmics). Er wurde dann unter anderem durch seine Arbeiten für Herbert Grönemeyer bekannt, für den er seit Bleibt alles anders (1998) tätig ist und auch sein erfolgreichstes Album Mensch wie auch die Nachfolger 12, Schiffsverkehr, Dauernd jetzt, Tumult  und Das ist los produzierte. Aber auch für Mick Jagger, Paul McCartney, Daryl Hall, Marianne Faithfull, Jon Bon Jovi, Nelly Furtado und die Manic Street Preachers arbeitete Alex Silva. Er war zunächst in London in den Mayfair Studios ansässig.
2007 zog Silva nach Berlin. Seine Ehefrau, die Schauspielerin Nina Hoss, lebte ebenfalls dort. Er gründete mit der Musikerin Alli MacInnes, die ebenfalls aus London nach Berlin übersiedelte, die Produktionsfirma SixTsix. Diese hat in den Hansa-Studios an der Köthener Straße in Kreuzberg ihren Sitz.
Im Bereich Film und Theater arbeitete Silva unter anderem mit Anton Corbijn, Peter Greenaway, Ted Demme, Paul Verhoeven und Robert Wilson zusammen.
2003 gewann Silva den Echo als bester Produzent.